# Metarbela pygatula
Metarbela pygatula is een vlinder uit de familie van de Metarbelidae. De wetenschappelijke naam van deze soort is voor het eerst gepubliceerd in 1913 door Embrik Strand.
Deze soort komt voor in Equatoriaal Guinea.